# إسرائيل دوستروفسكي
إسرائيل دوستروفسكي (بالعبرية: ישראל דוסטרובסקי‏) (29 نوفمبر 1918 - 28 سبتمبر 2010) كيميائي فيزيائي إسرائيلي، وخامس رئيس لمعهد وايزمان للعلوم، وحاصل على جائزة إسرائيل 1995 في العلوم الدقيقة.

## حياته
ولد إسرائيل دوستروفسكي في أوديسا في الاتحاد السوفيتي السابق في عام 1918. وهاجر إلى أرض إسرائيل وهو طفل مع والديه عام 1919، على متن السفينة «رسلان».
وكان والده آريه دوستروفسكي طبيب الأمراض الجلدية ذا شهرة عالمية، وهو مؤسس كلية الطب في الجامعة العبرية ومستشفى هداسا.
وكان ابن عمه الأول، يعقوب دوري (المولود باسم ياكوف دوستروفسكي) أول رئيس أركان للجيش الإسرائيلي. 
ظهر نبوغه العلمي مبكرا، وعندما بلغ من العمر 13 عامًا، تطوع كمرسل إشارة للهاغاناه، وهي الميليشات التي أصبحت نواة لما أصبح فيما بعد الجيش الإسرائيلي. وكان إسرائيل يتسلق الجبال لإرسال رسائل عسكرية عبر البلاد باستخدام مرايا عاكسة للضوء.
وانضم أيضا إلى مجموعة شبابية رائدة أسست كيبوتس ماعوز حاييم، لكن كان من الواضح للجميع أنه سيكون أكثر فائدة للبلاد كعالم. والتحق بمدرسة ثانوية في القدس، وحصل على بكالوريوس العلوم في الكيمياء في عام 1940 وحصل على درجة الدكتوراه في الكيمياء الفيزيائية عام 1943، وكلاهما من كلية لندن الجامعية.

## مسيرته المهنية
بعد أن عمل محاضرًا في الكيمياء في الكلية الجامعية في شمال ويلز لمدة خمس سنوات، عاد دوستروفسكي إلى إسرائيل، وانضم إلى معهد وايزمان للعلوم في رحوفوت عام 1948. كان من المقرر أن يرأس الأقسام العلمية الخمسة للمعهد علماء من الطراز العالمي من مختلف البلدان، ولكن في ذلك الوقت اندلعت حرب 1948، وتجرأ اثنان فقط من القادة العلميين المعينين على الانتقال إلى إسرائيل. وشغل دوستروفسكي، الذي كان يبلغ من العمر 30 عامًا فقط، أحد المناصب القيادية الثلاثة الشاغرة: وتم تعيينه رئيسًا لقسم أبحاث النظائر، وهو المنصب الذي شغله لمدة 17 عامًا.
في أواخر الأربعينيات من القرن الماضي، أنشأ منشأة شبه صناعية لفصل نظائر الأكسجين في حرم معهد وايزمان. أنتجت المياه المخصبة بنظائر الأكسجين الثقيل التي يشيع استخدامها في إجراءات التشخيص الطبي. وأجرى أبحاثًا في عدة مجالات وكان معلمًا لأجيال من العلماء الشباب.
وعندما تأسست هيئة الطاقة الذرية الإسرائيلية في عام 1953، أصبح دوستروفسكي أول مدير أبحاث لها. وشغل منصب المدير العام لها من عام 1965 إلى عام 1971.
وعند عودته إلى معهد فايتسمان،  عُيَّن نائبًا للرئيس، وبعد عامين، انتخب رئيسًا خامسًا للمعهد، وهو المنصب الذي شغله لمدة ثلاث سنوات.
وفي عام 1975،  عُيَّن أستاذًا بالمعهد. وأولى اهتماما كبيرا إلى موضوع المياه، وشغل منصب رئيس لجنة تحلية المياه الإسرائيلية من عام 1966 إلى عام 1981. وقد دفعته خيبة الأمل العالمية في الطاقة النووية إلى الاهتمام بمصادر الطاقة المتجددة.وقد ساهم في الدعوة لاستخدام الطاقة الشمسية لأغراض متنوعة في جدول أعمال معهد وايزمان وكذلك في الوعي العالم الإسرائيلي.
مثَّل هو وزملاؤه إسرائيل في GALLEX، وهي تجربة أجراها فريق دولي في مختبر تحت الأرض في منطقة غران ساسو بإيطاليا، بهدف قياس تدفق النيوترينوات، الجسيمات الأساسية التي تصل إلى الأرض من لب الشمس.
على الصعيد الدولي، شغل منصب عضو اللجنة الاستشارية العلمية للوكالة الدولية للطاقة الذرية التابعة للأمم المتحدة في فيينا (1973-1981) وكان عضوًا في اللجنة التنفيذية لمشروع «سولار بيسيس» SolarPACES التابع لوكالة الطاقة الدولية (1991-1993).
تشمل جوائزه وتكريماته ميدالية وجائزة رامزي، 1943؛ جائزة وايزمان في تل أبيب، 1952؛ الدكتوراه الفخرية من جامعة تل أبيب، 1973، والتخنيون - معهد إسرائيل للتكنولوجيا، 1994؛ وجائزة إسرائيل 1995.
كان عضوًا في الأكاديمية الإسرائيلية للعلوم والعلوم الإنسانية وعضوًا فخريًا مدى الحياة في أكاديمية نيويورك للعلوم. وتم انتخابه زميلاً في الجمعية الفيزيائية الأمريكية عام 2003. 